# Nela Arias-Misson
Nela Arias-Misson (La Habana, 8 de septiembre de 1915 - Miami, 17 de julio de 2015) fue una pintora y escultora del expresionismo abstracto. Exhibió sus obras a nivel internacional y entabló varias relaciones con figuras significativas del mundo del arte durante su vida. Su arte sintetiza sus experiencias como una artista errante, creando una unión entre el expresionismo abstracto en Cuba, Estados Unidos y Europa.

## Biografía

### Primeros años y formación
Nela Arias-Misson nació el 8 de septiembre de 1915 en La Habana, en el seno de una familia asturiana conformada por Amadeo Arias Rodríguez, quien falleció durante la infancia de su hija, y Sira García Menéndez. Propietarios de una hacienda productora de tabaco, la pareja viajaba constantemente entre España y Cuba, pero a partir de la Primera Guerra Mundial permanecieron en La Habana.
Empieza su formación artística durante la década de 1930 en La Academia Nacional de Bellas Artes San Alejandro bajo la tutela del artista Armando Maribona, un pariente de Arias-Misson. Maribona participaba activamente en el mundo del arte, relacionándose con artistas contemporáneos como Alejo Carpentier y Tsuguharu Foujita. En este entorno se desarrollaron las primeras inclinaciones artísticas de Arias-Misson.

### Vida en los Estados Unidos
Entre 1940 y 1941 Arias-Misson permanece con su madre en Nueva York durante seis meses recibiendo tratamiento médico. De regreso a Cuba conoce a Willis Hesser Bird, un ejecutivo de la compañía estadounidense Sears, Roebuck & Company, también pasajero a bordo del buque en que realizaba el viaje. A las dos semanas de haberse conocido, se casaron en La Habana. Bird era viudo y el padre de un niña de seis años, Bárbara Bird. El 9 de agosto de 1942, Carole Bird nació en Washington D. C., la única hija de Arias-Misson.
En ese mismo año, la Oficina de Servicios Estratégicos (un precursor a la CIA) recluta a Bird y lo envía a China, a Birmania, a India, entre otros países asiáticos. Durante la ausencia de Bird, la familia se traslada a Sarasota en la Florida. Arias-Misson vive con su madre, su abuela, Carole y Barbara. Al finalizar la Segunda Guerra Mundial, la familia se muda de nuevo, esta vez a Nueva York. Bird deseaba llevar a su familia a Tailandia, donde se había acomodado, y donde permanecería durante el resto de su vida. Arias-Misson rechazó la propuesta y la pareja se divorció en 1949.

## Trayectoria artística
Estando en Nueva York, Arias-Misson decide retomar su vocación artística. Durante la segunda mitad de los años 40 estudia artes aplicadas y diseño de moda en Parsons The New School for Design y en Traphagen School of Fashion. En 1950, Arias-Misson se vuelve a casar, esta vez con Sidney Kraft, un abogado de Nueva York. El matrimonio duró siete años. Durante esta época, Arias-Misson pasa a estudiar bajo la tutela del escultor Leo Lentelli en la Liga de estudiantes de arte de Nueva York, una institución que albergó el talento de varios artistas de la época, entre ellos Lee Krasner, Jackson Pollock, Helen Frankenthaler y Roy Lichtenstein.

### Provincetown
Entre 1957 y 1959, Arias-Misson se traslada a Provincetown (Massachusetts) como estudiante de Hans Hofmann, uno de los principales proponentes del expresionismo abstracto y un antiguo profesor de la Liga de estudiantes de arte de Nueva York. La joven artista se integra a la comunidad creativa de Provincetown y se relacionó con artistas reconocidos globalmente, entre ellos Mark Rothko, Robert Motherwell, Franz Kline, Willem de Kooning. Además forma amistades con Karel Appel, miembro fundador del grupo CoBrA, y con Walasse Ting, artista y poeta originario de Shanghái. Arias-Misson expone sus obras en Provincetown Art Association and Museum (PAAM) y en The New Gallery. En 1959, la pintora obtiene un premio de la Asociación Nacional de Mujeres Artistas (NAWA por sus siglas en inglés), pero después se retira de la asociación ya que ella quería que su arte fuera reconocido por el mundo artístico general, el cual estaba dominado por los hombres.

### Europa
Entre 1961 y 1976, Arias-Misson vive en Europa, primero en Ibiza y después en Madrid y en Barcelona. Ella exhibe sus obras ahí mismo en España y también en el Reino Unido, Dinamarca, Bélgica, Suiza, Alemania e Italia.
Durante su estadía en España, Arias-Misson conoce a Joan Miró, quien vivía en Palma de Mallorca en ese entonces, y a Josep Llorens i Artigas, el colaborador de Miró. También conoce a los artistas del colectivo El Paso por medio de su amigo, el artista Antoni Tapies. Fue convidada a formar parte del grupo, pero Arias-Misson no aceptó, pues prefería trabajar de manera independiente.
En el año 1963, Nela Arias-Misson se casa con el artista y poeta belga, Alain Misson. Cuando se casaron, decidieron combinar sus apellidos, y desde ese entonces ambos utilizaron el apellido Arias-Misson. Alain Arias-Misson es un proponente principal de la poesía concreta en España. Colaboró con otros artistas como Joan Brossa, Herminio Molero e Ignacio Gómez de Liaño, con quienes Nela Arias-Misson también entabló amistades y relaciones profesionales.
En 1970, la Galería Céspedes de Córdoba y la Galería de Arte Cult-Art fueron los escenarios para las exhibiciones individuales de Arias-Misson. Estos espacios también mostraron la obra de otros artistas de la época como Manolo Valdés, Equipo Crónica, Luis Eduardo Aute y Juan Antonio Guirado. Además, Nela se instala con su esposo, primero en Amberes y luego en Bruselas, donde colaboraron con varios artistas, entre ellos Paul De Vree, Emile Kesteman, Carlfriedrich Clauss y Seiichi Niikuni.
En 1974, Arias-Misson exhibe junto a su esposo en la Galería Senatore en Stuttgart. En 1975, La obra de Arias-Misson hace parte de una exhibición de poesía y de arte llamada Phantomas, en el Musée communal des beaux-arts d'Ixelles. Enrico Baj, Bram Bogart, Marcel Broodthaers, Jean Dubuffet, Lucio Fontana y Piero Manzoni también participaron en esta exhibición.

### Regreso a los Estados Unidos
En 1976, Arias-Misson se traslada a Nueva Jersey, donde continuó su obra artística pero en el aislamiento del campo.
Durante los últimos años de su vida, Arias-Misson continua produciendo pinturas pero se aparta del mundo público del arte. Exhibe algunas obras individuales en Dallas y en París.
Un accidente motorista en 1993 la deja con daños a los nervios del brazo izquierdo. Se traslada a Nueva York en 1995, después en 2002 se muda a Miami (Florida) donde vivió con su hija hasta su fallecimiento.

## Legado
Arias-Misson falleció el 17 de julio de 2015 en Miami, unas cuantas semanas antes de cumplir los cien años. Fue enterrada en el Cementerio Parroquial de Molleda en Avilés (Principado de Asturias).
El Instituto Smithsoniano, la Galería de Arte ConcreteSpace, el Art Industry Movement y estudiantes de la Universidad Stanford y de la Universidad Internacional de Florida están estudiando y archivando su obra.